# Eduard Albácar
Eduard Albácar Gallego (ur. 16 listopada 1979 w Tortosa) – hiszpański piłkarz występujący na pozycji obrońcy w Elche CF.